# Bürgerliches Gesetzbuch

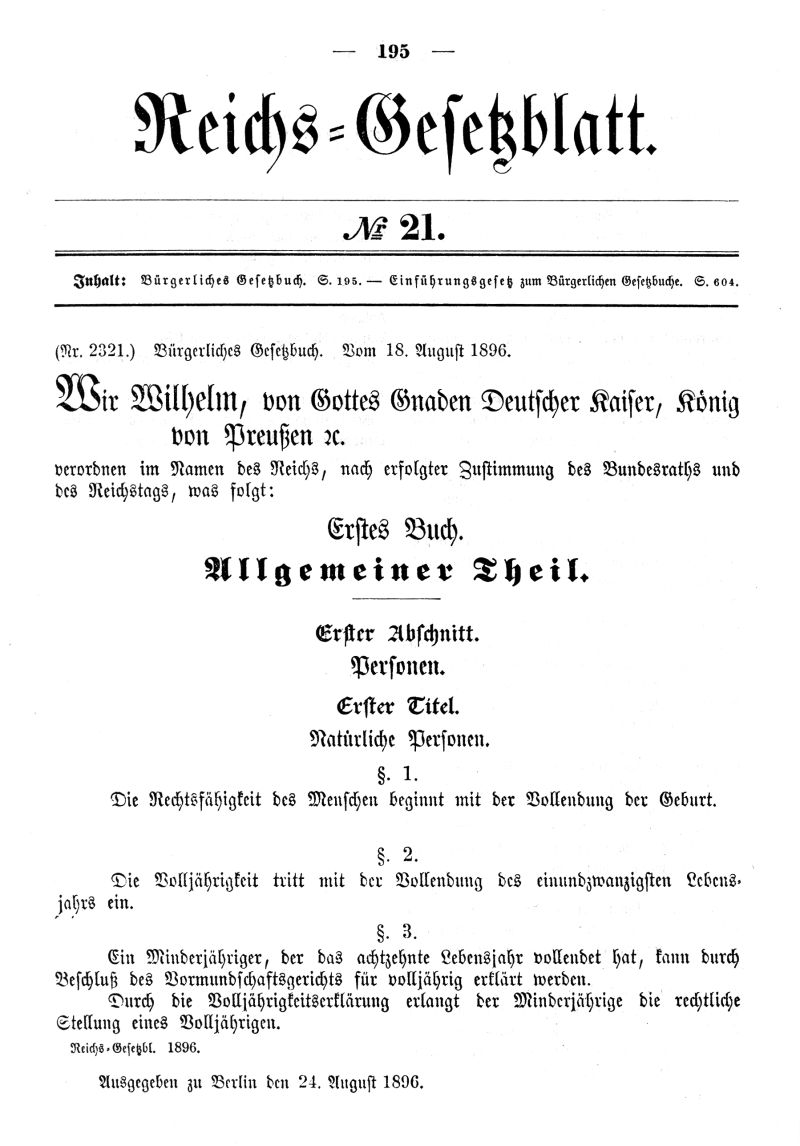
Publikacja BGB w Gazecie Prawnej Rzeszy, 24 Sierpień 1896

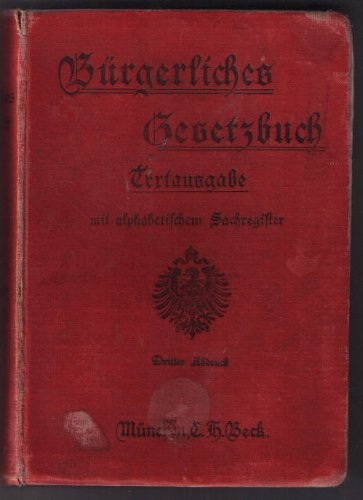
Bürgerliches Gesetzbuch 1896

BGB (niem. Bürgerliches Gesetzbuch) – ogólnoniemiecki kodeks cywilny uchwalony w 1896, obowiązujący od 1 stycznia 1900. Zawiera zasadniczy zrąb przepisów niemieckiego prawa cywilnego. 

## Geneza kodyfikacji
Na początku XIX wieku poszczególne kraje Rzeszy posługiwały się własnymi kodeksami cywilnymi, zaś w Nadrenii obowiązywała nowoczesna na owe czasy kodyfikacja napoleońska. Postulat unifikacji niemieckiego prawa prywatnego był podnoszony od czasów napoleońskich, głównie przez pozytywistów (pracę domagającą się unifikacji opublikował profesor uniwersytetu w Heidelbergu Anton Friedrich Justus Thibaut w 1814), jednak napotkał silny sprzeciw ze strony historycznej szkoły prawa (Friedrich Carl von Savigny, również w 1814). Ze względu na niechętną postawę konserwatywnych rządów krajów niemieckich, zwłaszcza Prus, unifikacja prawa prywatnego posuwała się do przodu powoli i tylko w wąskich zakresach (prawo wekslowe, prawo handlowe, prawo zobowiązań), w ramach Niemieckiego Związku Celnego, a później Związku Północnoniemieckiego.
Prace nad powszechnym niemieckim kodeksem cywilnym rozpoczęto dopiero po wprowadzeniu w 1873 do konstytucji II Rzeszy poprawki (lex Lasker), która rozciągnęła kompetencję Rzeszy na stanowienie prawa cywilnego (w brzmieniu z 1871 konstytucja Rzeszy uprawniała ją tylko do stanowienia ogólnoniemieckiego prawa zobowiązań). W 1874 parlament Rzeszy powołał pierwszą komisję kodyfikacyjną, pod przewodnictwem prezesa Najwyższego Sądu Handlowego Rzeszy Heinricha Eduarda Pape, w skład której wchodzili między innymi wybitni romaniści sędzia Gottlieb Planck i profesor Bernhard Windscheid. W 1888 komisja ta opublikowała, z pięciotomowym uzasadnieniem, pierwszy projekt kodeksu cywilnego, który stał się przedmiotem szerokiej dyskusji i krytyki. W 1890 powołano drugą komisję, która w 1895 przedłożyła drugi projekt. Stał się on przedmiotem prac już wewnątrz parlamentu. Wprowadzono do niego pewne zmiany, po czym powstały w ten sposób trzeci projekt został uchwalony przez parlament i przyjęty przez cesarza.

## Rola w nauce i praktyce
BGB składał się z 2385 paragrafów (w pierwotnej wersji – obecnie jest ich więcej), podzielonych według systematyki pandektowej na dwie części: część ogólną i szczegółową. Część szczegółowa składała się z 4 ksiąg obejmujących kolejno prawo zobowiązań, prawo rzeczowe, prawo rodzinne i prawo spadkowe.
Wejście BGB w życie oznaczało koniec partykularyzmu w niemieckim prawie cywilnym (jego unifikację). Oznaczało także ostateczne zerwanie z feudalnym ustrojem społeczeństwa, bowiem BGB, opierając się na wolnorynkowej filozofii gospodarki i własności, współtworzy kapitalistyczny ustrój społeczny. Jego podstawą jest zasada autonomii stron, przejawiająca się w zasadach swobody umów, swobody rozporządzania własnością, swobody testowania.
BGB należy do tzw. wielkich kodyfikacji cywilnych XIX wieku. Na BGB wzorowano wiele kodeksów cywilnych całego świata. Jego uzupełnieniem są ogólnoniemieckie kodyfikacje prawa handlowego (Handelsgesetzbuch, HGB) z 1897 i postępowania cywilnego (Zivilprozessordnung, ZPO) z 1877, nowelizowana w 1898 w związku z wejściem w życie BGB. 
BGB stanowił również część polskiego porządku prawnego na obszarze dawnego zaboru pruskiego. Po II wojnie światowej jego postanowienia były sukcesywnie zastępowane nowym prawem, jednak ostatnie przepisy kodeksu dotyczące hipoteki morskiej utraciły moc obowiązującą dopiero w 1962 r.

## BGB obecnie
W ciągu ponad stu lat obowiązywania BGB był wielokrotnie nowelizowany, jednak jego założenia pozostały nienaruszone. Najobszerniejszej noweli dokonano w 2002, włączając do kodeksu przepisy zawarte dotychczas w ustawach szczególnych, między innymi przepisy o ochronie konsumentów, implementowane do prawa niemieckiego w wykonaniu dyrektyw Unii Europejskiej.